# Pieter van Aelst (tapissier)
Pour les articles homonymes, voir Peeter van Aelst et Aelst.
Pieter van Aelst (Aalst, ca.1450 – Bruxelles, 1536) est un tapissier flamand qui réalisa les tapisseries pour la chapelle Sixtine à partir des cartons de Raphaël.

## Biographie

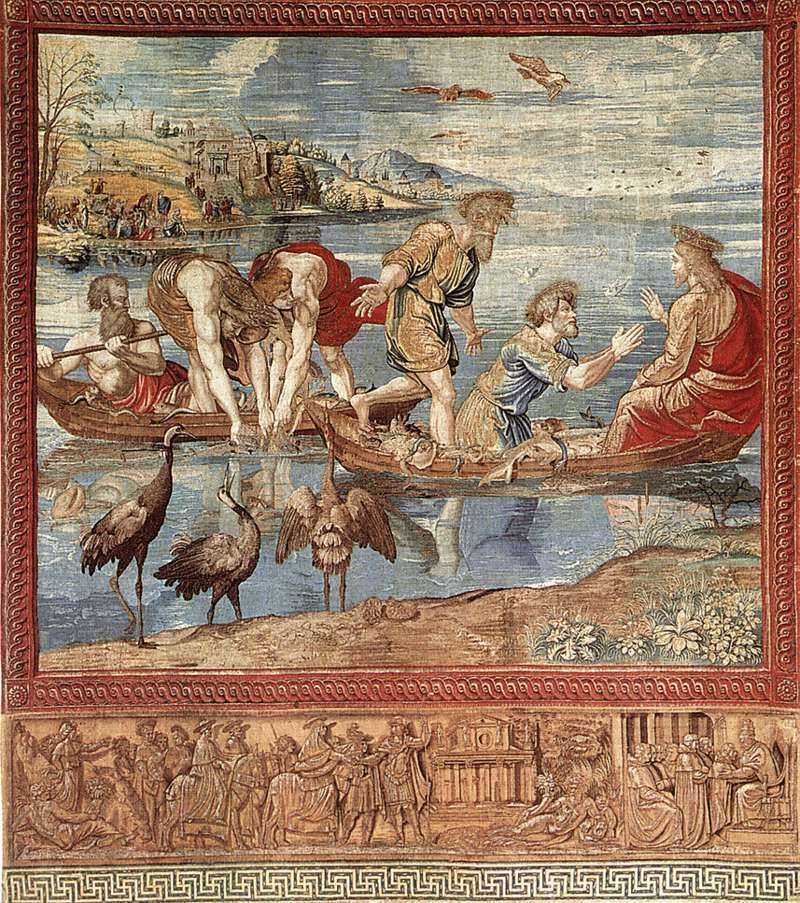
La Pêche miraculeuse, d'après les cartons de Raphaël, 1519, Musées du Vatican.

Pieter van Aelst tenait un atelier de tapisserie à Bruxelles, l'un des meilleurs d'Europe, où les tapisseries de Raphaël pour la chapelle Sixtine ont été réalisées, commandée par le pape Léon X.
Les tapisseries sont tirées des actes des apôtres et ont été réalisées entre 1517 et 1520.
D'autres séries de tapisseries conservées à Urbino, Lorette, Madrid, Mantoue, Vienne ont également été tirées des cartons de Raphaël, aujourd'hui conservés à Londres.
Les cartons de Raphaël, qui ne permettaient pas de traduire littéralement le thème pictural dans le langage de la tapisserie traditionnelle, ont poussé van Aelst à rechercher toutes les ressources de son excellente technique et de son imagination pour trouver des solutions stylistiquement originales ; pour la première fois, la tapisserie sort des limites décoratives pour devenir une œuvre figurative.
Deux autres séries avec des scènes de la vie de Jésus lui ont été commandées par le pape Clément VII et par le cardinal Bernhard von Cles, évêque de Trente, d'après des cartons des élèves de Raphaël (vers 1530).
Pieter van Aelst a également travaillé pour la cour de Madrid pour laquelle il a exécuté des tapisseries : Histoire de Noé et Histoire de Troie.
Deux tapisseries, maintenant conservées dans la galerie d'art civique de Forlì, ont également été attribuées à son atelier : Crucifixion avec des figures et Crucifixion avec des scènes de la Passion.
Son fils est Pierre d'Enghien II et ils ne doivent pas être confondu avec le peintre célèbre Pieter Coecke van Aelst.